# Comitato Italiano Paralimpico
Il Comitato Italiano Paralimpico (CIP), è un ente autonomo di diritto pubblico costituito il 17 febbraio 2017, con lo scopo di curare, organizzare e potenziare lo sport italiano per persone con disabilità. È, di fatto e di diritto, la Confederazione delle Federazioni e Discipline Sportive Paralimpiche, sia a livello centrale che territoriale, alla stregua del CONI per le discipline olimpiche, e riconosciuta dal Comitato Paralimpico Internazionale (International Paralympic Committee, IPC)..
Precedentemente lo sport per disabili era a cura di una federazione sportiva, la Federazione Italiana Sport Disabili (FISD).

## Storia
Nel 1974 in Italia si arrivò alla costituzione  dell'Associazione Nazionale per lo sport dei paraplegici (ANSPI) per promuovere lo sport quale diritto per tutti i cittadini disabili; primo presidente venne eletto Giovanni Pische, ex-pilota militare paraplegico in seguito all'abbattimento del suo aereo su Malta, nel 1941, nonché vincitore di medaglie ai II giochi paralimpici.
Nel 1981 si trasformò in federazione ed assunse la denominazione di Federazione Italiana per lo Sport degli Handicappati (FISHa); come presidente venne eletto un altro paralimpico, Roberto Marson, che s'impegnò per l'adesione al CONI. Nel 1987 LA FISHa, finalmente, venne riconosciuta ufficialmente dal Comitato Olimpico. Il 17 novembre 1990 assunse la nuova denominazione di Federazione Italiana Sport Disabili (FISD), nella quale confluirono anche la Federazione Italiana Ciechi Sportivi e la Federazione Italiana Silenziosi d’Italia (questi ultimi staccatisi nel 1996 a seguito della rottura a livello internazionale tra CSSI e IPC).
Nel 2003 con la legge n.189/03 la federazione viene trasformata in Confederazione con poteri, compiti e prerogative analoghe a quelle del CONI.
Il 16 marzo 2005 nasce così il Comitato Italiano Paralimpico (CIP), da cui dipendono le Federazioni Sportive Paralimpiche e le Discipline associate. Il CIP oggi riconosce 21 Federazioni Sportive Paralimpiche, 13 Discipline sportive paralimpiche, 12 enti di promozione sportiva e 5 associazioni benemerite, attraverso le quali organizza l'attività agonistica nazionale ed internazionale.
Il 17 febbraio 2017, a norma della legge 124/2015, il CIP viene trasformato in Ente autonomo di diritto pubblico e di conseguenza scorporato dal CONI; a vigilare sul nuovo Ente sarà direttamente la Presidenza del Consiglio dei Ministri.

## Federazioni paralimpiche
Sono 21 le federazioni sportive nazionali affiliate al Comitato Italiano Paralimpico:
- Federazione Sport Sordi Italia (FSSI)
- Federazione Italiana Nuoto Paralimpico (FINP)
- Federazione Italiana Pallacanestro in carrozzina (FIPIC)
- Federazione italiana sport paralimpici degli intellettivo relazionali (FISDIR)
- Federazione Italiana Sport Invernali Paralimpici (FISIP)
- Federazione Italiana Sport Paralimpici per Ipovedenti e Ciechi (FISPIC)
- Federazione Italiana Sport Paralimpici e Sperimentali (FISPES)
- Federazione Italiana Scherma (FIS)
- Federazione Italiana Bocce (FIB)
- Federazione Italiana Tiro a Volo (FITAV)
- Federazione Paralimpica Italiana Calcio Balilla (FPICB)
- Federazione Italiana Cronometristi (FICr)
- Federazione Italiana Sport Equestri (FISE)
- Federazione Italiana Pallavolo (FIPAV)
- Federazione Italiana Tennistavolo (FITET)
- Federazione Italiana Tiro con l'arco (FITARCO)
- Federazione Italiana Canottaggio (FIC)
- Federazione Ciclistica Italiana (FCI)
- Federazione Italiana Tennis (FIT)
- Federazione Italiana Vela (FIV)
- Federazione Italiana Sport del Ghiaccio (FISG)
- Federazione Italiana Canoa Kayak (FICK)
- Federazione Italiana Pesistica (FIPE)

## Discipline paralimpiche
- Federazione Italiana Wheelchair Hockey (FIWH)
- Federazione Italiana Danza Sportiva (FIDS)
- Federazione Italiana Sci Nautico e Wakeboard (FISW)
- Federazione Italiana Triathlon (FITri)
- Federazione Italiana Sport Orientamento (FISO)
- Federazione Italiana Baseball Softball (FIBS)
- Federazione Italiana Hockey (FIH)
- Federazione Italiana Pesca Sportiva ed Attività Subacquee (FIPSAS)
- Federazione Arrampicata Sportiva Italiana (FASI)
- Federazione Italiana Sportiva Automobilismo Patenti Speciali (FISAPS)
- Federazione Italiana Golf (FIG)

## Enti di promozione sportiva
- Federazione Sport Sordi Italia (FSSI)
- Anffas Onlus (ANFFAS)
- Unione italiana dei ciechi e degli ipovedenti (UICI)
- Associazione Italiana Cultura Sport (AICS)
- Centro Sportivo Italiano (CSI)
- Unione Italiana Sport Per tutti (UISP)
- Centri sportivi aziendali industriali (CSAIN)
- Centro Nazionale Sportivo Libertas (CNS Libertas)
- Centro Sportivo Educativo Nazionale (CSEN)
- Associazioni sportive sociali italiane (ASI)
- Unione Sportiva ACLI (US ACLI)
- Federazione Nazionale Liberi Circoli (FENALC)

## Associazioni benemerite
- Special Olympics (SOI)
- Panathlon
- Sport e Società - Progetto Filippide
- art4Sport Onlus
- Baskin

## Cronotassi dei Presidenti
Federazione Italiana Sport Handicappati (FISHa)
- 1980-1990 Roberto Marson

Federazione Italiana Sport Disabili (FISD)
- 1990 - 1992: Roberto Marson
- 1992: Mario Pescante (Commissario CONI)
- 1992 - 2000: Antonio Vernole
- 2000 - 2005: Luca Pancalli

Comitato Italiano Paralimpico (CIP)
- 2005-2025: Luca Pancalli
- 2025-in carica: Marco Giunio De Sanctis